# فرح أباد (هرازبي الجنوبي)
فرح أباد (بالفارسية: فرح‌آباد) هي قرية تقع في إيران في قسم هرازبي الجنوبی الريفي. يقدر عدد سكانها بـ 83 نسمة .